# آيت بوهو (تيكليت)
آيت بوهو هي إحدى مشيخات المملكة المغربية، تتبع جغرافيا لإقليم كلميم وإداريًا لتيكليت. يقدر عدد سكانها بـ 1196 نسمة حسب الإحصاء الرسمي للسكان والسكنى لسنة 2004.